# Liste des guerres de la Suède
Cette liste regroupe les guerres et conflits ayant vu la participation de la Suède. Voici une légende facilitant la lecture de l'issue des guerres ci-dessous :
- Victoire suèdoise
- Défaite suèdoise
- Autre résultat (par exemple un traité ou une paix sans un résultat clair, un statu quo ante bellum, un résultat inconnu ou indécis)
- Conflit en cours

## Avant 1500
| Dates                | Nom du conflit              | Belligérants                      | Belligérants    | Issue                          |
| Dates                | Nom du conflit              | Alliés (y compris la Suède)       | Ennemis         | Issue                          |
| -------------------- | --------------------------- | --------------------------------- | --------------- | ------------------------------ |
| XIIe – XIIIe siècles | Guerres novgorodo-suédoises | Suède                             | Novgorod        | Traité de Nöteborg             |
| vers 1150            | Première croisade suédoise  | Suède                             | Finlande        | Incertaine                     |
| 1248-1250            | Deuxième croisade suédoise  | Suède                             | Finlande        | Conquête de la Finlande        |
| 1434-1436            | Révolte d'Engelbrekt        | Suède (Engelbrekt Engelbrektsson) | Union de Kalmar | Déposition d'Éric de Poméranie |
| 1495-1497            | Guerre russo-suédoise       | Suède                             | Moscovie        | Paix éternelle de 1508         |

## XVIesiècle
| Dates     | Nom du conflit | Belligérants                    | Belligérants                    | Issue                                                                     |
| Dates     | Nom du conflit | Alliés                          | Ennemis                         | Issue                                                                     |
| --------- | --- | ------------------------------- | ------------------------------- | ------------------------------------------------------------------------- |
| 1521-1523 | Guerre de libération (Befrielsekriget)                                                                                       | Suède                           | Union de Kalmar                 | Traité de Malmö Indépendance de la Suède Dissolution de l'union de Kalmar |
| 1534-1536 | Guerre du comte (Grevefejden)                                                                                                | Suède, Danemark (Christian III) | Danemark (Christian II), Lübeck | Armistice de Copenhague. Christian III est reconnu roi du Danemark.       |
| 1542-1543 | Révolte de Nils Dacke (Dackefejden)                                                                                          | Suède                           | Paysans de Nils Dacke           | Écrasement de la rébellion.                                               |
| 1554-1557 | Guerre russo-suédoise (Stora ryska kriget)                                                                                   | Suède                           | Russie                          | Traité de Novgorod. Retour au statu quo.                                  |
| 1563-1570 | Guerre nordique de Sept Ans (Nordiska sjuårskriget)                                                                          | Suède                           | Danemark, Lübeck, Pologne       | Traité de Stettin. Retour au statu quo.                                   |
| 1570-1595 | Guerre nordique de Vingt-Cinq Ans (Nordiska tjugofemårskriget) (inclut la guerre de Livonie et la guerre russe de 1590-1595) | Suède                           | Russie                          | - Traité de Teusina. - Acquisition de l'Estonie.                          |
| 1598-1599 | Guerre contre Sigismond (Kriget mot Sigismund)                                                                               | Suède (Charles)                 | Suède (Sigismond), Pologne      | - Armistice de Stångebro. - Charles devient roi de Suède (Charles IX).    |

## XVIIesiècle
| Dates     | Nom                                                                                          | Belligérants                                 | Belligérants                                       | Issue |
| Dates     | Nom                                                                                          | Alliés                                       | Ennemis                                            | Issue |
| --------- | -------------------------------------------------------------------------------------------- | -------------------------------------------- | -------------------------------------------------- | --- |
| 1600-1629 | Guerre suédo-polonaise (Andra polska kriget)                                                 | Suède                                        | Pologne                                            | - Traité d'Altmark. - Acquisition de la Livonie. |
| 1610-1617 | Guerre d'Ingrie (Ingermanländska kriget)                                                     | Suède                                        | Russie                                             | - Traité de Stolbovo. - Acquisition de l'Ingrie, de Kexholm et de Nöteborg.                                                                                      |
| 1611-1613 | Guerre de Kalmar (Kalmarkriget)                                                              | Suède                                        | Danemark                                           | - Traité de Knäred. - La Suède évacue ses conquêtes et récupère Älvsborg contre rançon.                                                                          |
| 1630-1648 | Guerre de Trente Ans (Trettioåriga kriget)                                                   | Suède, États protestants d'Allemagne, France | Autriche, États catholiques d'Allemagne            | - Traités de Westphalie. - Acquisition de Brême-et-Verden, de Wismar et de la Poméranie occidentale.                                                             |
| 1643-1645 | Guerre de Torstenson (Torstensonkriget)                                                      | Suède                                        | Danemark                                           | - Traité de Brömsebro. - Acquisition du Jämtland, du Härjedalen, de l'Älvdalen et des îles de Gotland et d'Ösel.                                                 |
| 1653-1654 | Première guerre de Brême (Första bremiska kriget)                                            | Suède                                        | Brême                                              | - Recès de Stade. |
| 1655-1661 | Première guerre du Nord (Nordiska krigen) (inclut le Déluge et la guerre russe de 1656-1658) | Suède                                        | Danemark, Pologne, Prusse, Russie, Provinces-Unies | - Traités de Roskilde, de Copenhague, d'Oliva et de Kardis. - Acquisition de la Scanie, du Halland, du Blekinge et du Bohuslän, mais perte de la Nouvelle-Suède. |
| 1665-1666 | Deuxième guerre de Brême (Andra bremiska kriget)                                             | Suède                                        | Brême                                              | - Paix de Habenhausen. |
| 1675-1679 | Guerre de Scanie (Skånska kriget)                                                            | Suède                                        | Danemark                                           | - Paix de Lund. - Retour au statu quo. |
| 1688-1691 | Guerre de la Ligue d'Augsbourg (Pfalziska tronföljdskriget)                                  | Suède                                        | France                                             | |

## XVIIIesiècle
| Dates     | Nom                                             | Belligérants            | Belligérants                                                      | Issue |
| Dates     | Nom                                             | Alliés                  | Ennemis                                                           | Issue |
| --------- | ----------------------------------------------- | ----------------------- | ----------------------------------------------------------------- | --- |
| 1700-1721 | Grande guerre du Nord (Stora nordiska kriget)   | Suède, Holstein-Gottorp | Danemark, Russie, Saxe, Pologne, Prusse, Hanovre, Grande-Bretagne | - Traités de Stockholm, de Frederiksborg et de Nystad. - Perte de Brême-et-Verden, d'une partie de la Poméranie suédoise, du sud de la Carélie, de l'Ingrie, de l'Estonie et de la Livonie. |
| 1741-1743 | Guerre des Chapeaux (Hattarnas ryska krig)      | Suède                   | Russie                                                            | - Traité d'Åbo - Pertes en Finlande. |
| 1757-1762 | Guerre de Poméranie (Pommerska kriget)          | Suède                   | Prusse                                                            | - Traité de Hambourg. - Retour au statu quo. |
| 1788-1790 | Guerre de Gustave III (Gustav III:s ryska krig) | Suède                   | Russie                                                            | - Traité de Värälä. - Retour au statu quo. |
| 1789-1790 | Guerre du théâtre (Teaterkriget)                | Suède                   | Danemark                                                          | - Retour au statu quo |

## XIXesiècle
| Dates     | Nom                                                                | Belligérants                                  | Belligérants                            | Issue                                                              |
| Dates     | Nom                                                                | Alliés                                        | Ennemis                                 | Issue                                                              |
| --------- | ------------------------------------------------------------------ | --------------------------------------------- | --------------------------------------- | ------------------------------------------------------------------ |
| 1805-1810 | Guerre de Poméranie (Första napoleonkriget)                        | Suède, Prusse, Royaume-Uni                    | France                                  | - Traité de Paris. - La Suède adhère au blocus continental.        |
| 1808-1809 | Guerre de Finlande (Finska kriget)                                 | Suède                                         | Russie                                  | - Traité de Fredrikshamn. - Perte de la Finlande.                  |
| 1808-1809 | Guerre dano-suédoise de 1808-1809 (Dansk-svenska kriget 1808–1809) | Suède, Royaume-Uni                            | Danemark, France                        | - Traité de Jönköping. - Retour au statu quo.                      |
| 1810-1812 | Guerre anglo-suédoise (Kriget mot Storbritannien)                  | Suède                                         | Royaume-Uni                             | - Traité d'Örebro. - Retour au statu quo.                          |
| 1812-1814 | Guerre de la Sixième Coalition (Andra napoleonkriget)              | Suède, Russie, Prusse, Autriche, Royaume-Uni… | France, Danemark, Confédération du Rhin | - Traité de Kiel. - Acquisition de la Norvège.                     |
| 1814      | Campagne de Norvège (Fälttåget mot Norge)                          | Suède                                         | Norvège                                 | - Convention de Moss. - Union personnelle entre les deux royaumes. |